# Чрешниці
Чрешниці (словен. Črešnjice) — поселення в общині Ново Место, регіон Південно-Східна Словенія, Словенія. Висота над рівнем моря: 264,9 м.